# Krzysztof Śniadecki
Krzysztof Śniadecki (ur. 7 kwietnia 1974 w Żninie) – polski motorowodniak, potomek znanych braci Jana i Jędrzeja Śniadeckich.

## Życiorys
Swoją karierę zaczynał na początku lat dziewięćdziesiątych w Międzyszkolnym Klubie Żeglarskim w Żninie. Startował w klasie SN-350. Po kilku sezonach zrezygnował z pływania i założył rodzinę (ma żonę Anitę oraz dwoje dzieci: Klaudię i Mikołaja).
W 2002 roku powrócił do ścigania się w klasie T-550. Jest założycielem Sekcji Motorowodnej przy Żnińskim Towarzystwie Miłośników Sportu „Baszta”. Już w pierwszym sezonie startów w nowej klasie został Międzynarodowym Mistrzem Polski oraz zajął siódme miejsce w Pucharze Europy na słynnym torze regatowym w Duisburgu. W 2003 roku został Wicemistrzem Polski, oraz wywalczył czwarte miejsce w Pucharze Europy w Żninie.
Największe sukcesy odniósł w latach 2005 i 2006, kiedy to zdobył wicemistrzostwo świata w klasie T-550 (Żnin 2006) oraz dwukrotnie brązowe medale mistrzostw Europy (Żnin 2005 i Dessau 2006).
W 2008 roku mistrzostwach Polski klasy T-550 zdobył srebrny medal, zwyciężając w jednej z czterech eliminacji. Uczestniczył również w mistrzostwach Europy w Lauffen am Neckar, gdzie w bardzo trudnych warunkach wywalczył dla polskich barw medal brązowy.
Dzięki ogromnemu zaangażowaniu w sprawy organizacyjne i szkoleniowe Sekcji Motorowodnej „Baszty Żnin”, obecnie klub ten ma swoich szeregach aż sześciu zawodników, którzy poważnie liczą się w rywalizacji krajowej i światowej. Od 21 marca 2009 pełni funkcję wiceprezesa ŻTMS Baszta Żnin.